# Умберто II
Умберто II (итал. Umberto II) по прозвищу «Майский король» (итал. il Re di Maggio; 15 сентября 1904 — 18 марта 1983) — четвёртый и последний король Италии (из Савойской династии). Маршал Италии (29 октября 1942). Занимал престол чуть более месяца, с 9 мая по 12 июня 1946 года, между отречением своего отца Виктора Эммануила III и объявлением итогов референдума об отмене монархии, на котором победил республиканский строй.

## Биография

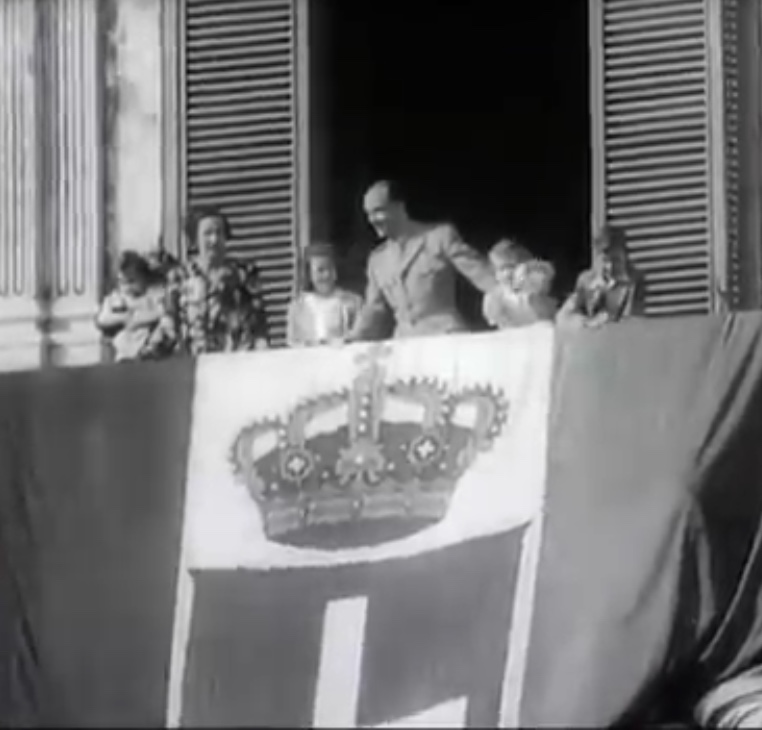
Король Умберто II

Во время Битвы за Францию (1940) возглавлял итальянские войска. Фактически и ранее, после захвата Рима войсками союзников в 1944 году, исполнял обязанности регента (отец находился в Египте). После референдума 1946 года Италия была провозглашена республикой, а все члены Савойской династии мужского пола в соответствии с Конституцией изгнаны из страны. Умберто II поселился в Женеве, где умер в 1983 году.
Похоронен в фамильной усыпальнице — аббатстве Откомб (Альтакумба).

## Личная жизнь и семья

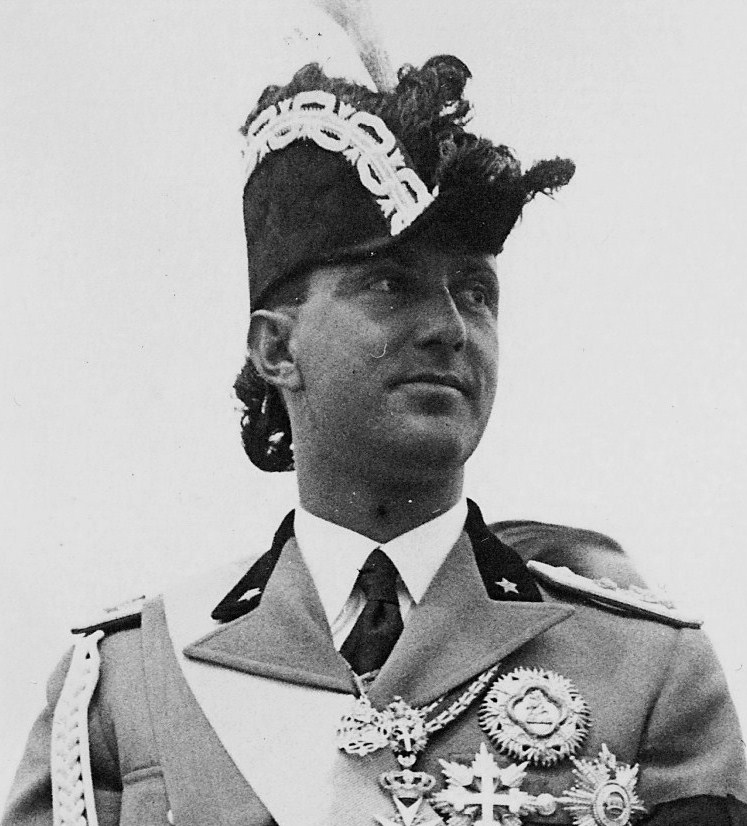
Умберто II в военной форме. 1923 год

В 1920 году, будучи 16-летним юношей, часто приходил на спектакли с участием актрисы Мими Айльмер, что служило предметом слухов об их любовном романе.
С 1930 года был женат на Марии-Жозе Бельгийской, дочери короля Бельгии Альберта I.
У супругов были три дочери и сын:
- Мария Пиа (род. в 1934) — в первом браке принцесса Югославская, супруга принца Александра, во втором — принцесса Бурбон-Пармская, супруга принца Мишеля, имеет четверых детей от первого брака:
  - Димитрий (род. в 1958) — не женат;
  - Михаил (род. в 1958) — не женат;
  - Сергей (род. в 1963) — в 1985 году женился на Софии де Толедо, в 1986 году развод; в 2004 году женился второй раз на Элеоноре Реджнери. В 2018 году у Принца родился внебрачный сын Умберто.
  - Елена Ольга (род. в 1963) — супруга Тьери Гоббера, трое детей? развод, второй брак - со Станисласом Фугероном;
- Виктор Эммануил (1937—2024) — претендент на престол Италии, был женат на Марии Дори, имели одного сына:
  - Эммануил Филиберт (род. в 1972) — принц Венецианский и Пьемонтский, женат на Клотильде Куро, две дочери;
- Мария Габриэлла (род. в 1940) — супруга Роберта Зеленгери де Валькано, имеют одну дочь:
  - Мария Елизавета (род. в 1972) — супруга Оливера Джансенса, имеют троих детей;
- Мария Беатриче (род. в 1943) — супруга Луиса Рафаэля Рейна-Корвалан и Диллон, имеют троих детей:
  - Рафаэль Умберто (1970—1994) — был женат на Маргарет Тайлер, одна дочь;
  - Патрицио (род. и умер в 1971);
  - Беатриче (род. в 1973) — супруга Артура Пандо и Мардрет, один сын.